# Henry Pelham-Clinton (7. książę Newcastle)
Henry Pelham-Clinton, właśc. Henry Pelham Archibald Douglas Pelham-Clinton 7. książę Newcastle (ur. 28 września 1864, zm. 30 maja 1928) – brytyjski arystokrata, najstarszy syn Henry’ego Pelham-Clintona, 6. księcia Newcastle i Henrietty Adeli Hope, córki Henry’ego Thomasa Hope’a. Tytuł książęcy odziedziczył w wieku zaledwie 15 lat, po przedwczesnej śmierci swojego ojca. Połączone majątki Pelhamów i Hope’ów uczyniły z młodego księcia jednego z największych posiadaczy ziemskich w ówczesnej Brytanii.
Kształcił się w Eton College i Magdalen College w Oksfordzie. Naukę ukończył w 1884 r. Jako arystokrata sprawował szereg urzędów, min. Wielkiego Stewarta Retford czy Rządcy Zamku St Briavel’s. Nie brał jednak aktywnego udziału w życiu politycznym kraju z powodu słabego zdrowia, co było skutkiem wypadku, jaki przeżył w dzieciństwie. Był gorliwym wyznawcą anglokatolicyzmu i często podczas posiedzeń Izby Lordów, gdzie zasiadał jako par Wielkiej Brytanii, zabierał głos na tematy kościelne.
Książę dbał o rozwój swoich posiadłości. Po pożarze, jaki w 1879 r. strawił rodową rezydencję Clumber House, książę aktywnie wspierał jej odbudowę prowadzoną przez Charlesa Barry’ego. Sam również uczestniczył w budowie i po części jego dziełem St Mary the Virgin Chapel oraz Clumber Choir School.
20 lutego 1889 r. w Londynie, poślubił amerykankę Kathleen Florence May Candy (1872 – 1 czerwca 1955), córkę majora Henry’ego Augustusa Candy’ego i Frances Kathleen Westenra, córki Henry’egp Westenry, 2. barona Rossmore. Małżeństwo to nie doczekało się potomstwa, i po śmierci 7. księcia w 1928 r., wszystkie tytuły przeszły na jego młodszego brata.